# Atractosteus tropicus
El gaspar o pejelagarto (Atractosteus tropicus) es una especie de pez actinopterigio de la familia Lepisosteidae propio de agua dulce, distribuida en ríos, esteros, humedales y lagunas desde el sur de México hasta Costa Rica, y al sur de Nicaragua.

## Morfología
Es un pez depredador de talla grande, se han llegado a reportar ejemplares con una longitud total (LT) de 125 cm en machos, con un peso máximo publicado de 28,9 kg. Atractosteus tropicus es una especie considerada como un fósil viviente, dado que ha mantenido su fisonomía intacta desde sus ancestros que habitaron en la época de los dinosaurios, hace más de 66 millones de años.

## Distribución
Comienza en el sureste de México, se distribuye en la planicie costera de los estados de Veracruz, Tabasco, Campeche y Chiapas, hasta hábitat en Centroamérica, su distribución comprende los humedales tropicales en el litoral de Guatemala, El Salvador, Honduras, Nicaragua y Costa Rica. Esta especie no se encuentra en peligro de extinción, sin embargo se desconoce el estado de sus poblaciones.

## Hábitat/ecosistema
Esta especie como la mayoría de su género gusta de los humedales, ríos y lagunas costeras someras con abundante vegetación riparia y flotante. Generalmente en zonas de clima de tipo tropical en aguas de temperaturas cálidas, que van de un promedio de entre 28 °C a 32 °Cs en verano y hasta 18 °C en los meses fríos del año. Esta especie puede encontrarse en humedales costeros de las zonas lluviosas tropicales del sur de México y Centroamérica.
Es un pez voraz que se alimenta de otros peces, materia orgánica en descomposición, crustáceos, plantas, etc., dependiendo de la disponibilidad de cada uno, prefiriendo hábitos carnívoros, aún se le considera omnívoro. 
El pejelagarto es comestible y su carne es considerada un manjar en distintas poblaciones de México, particularmente en Tabasco, en donde se consume asado a las brasas.